# Тодор Божинов (БЗНС)
 Тази статия е за политика земеделец.  За политика комунист вижте Тодор Божинов (БКП).  
Тодор Иванов Божинов е български политик от Българския земеделски народен съюз до 1989 г. и народен представител от 1966 до 1990 г.

## Биография
Роден е на 3 април 1918 г. във врачанското село Бреница. След Деветосептемврийския преврат през 1944 г. заема отговорни длъжности в ръководството на БЗНС във Враца. Работи в системата на Централния кооперативен съюз. От 1971 до 1989 г. е председател на Окръжното ръководство на БЗНС във Враца и член на Окръжния народен съвет на Враца. Бил е секретар и заместник-председател на ИК на Окръжния народен съвет. Секретар е на Окръжния комитет на ОФ във Враца. От 1971 година е председател на Окръжното ръководство на БЗНС. Член е на Управителния съвет на БЗНС.
Народен представител е в VI, VII, VIII и Деветото народно събрание от 1966 – 1990 г.
Баща е на политика Георги Божинов. Умира през 1996 г. във Враца.